# كوخاناشهر
كوخاناشهر هي بلدة في مقاطعة مبارك في ولاية قشقداريا في أوزبكستان.